# 2708 Burns
2708 Burns è un asteroide della fascia principale. Scoperto nel 1981, presenta un'orbita caratterizzata da un semiasse maggiore pari a 3,0852177 UA e da un'eccentricità di 0,1726700, inclinata di 2,78251° rispetto all'eclittica.